# Orquestra Sinfônica de Saint Louis

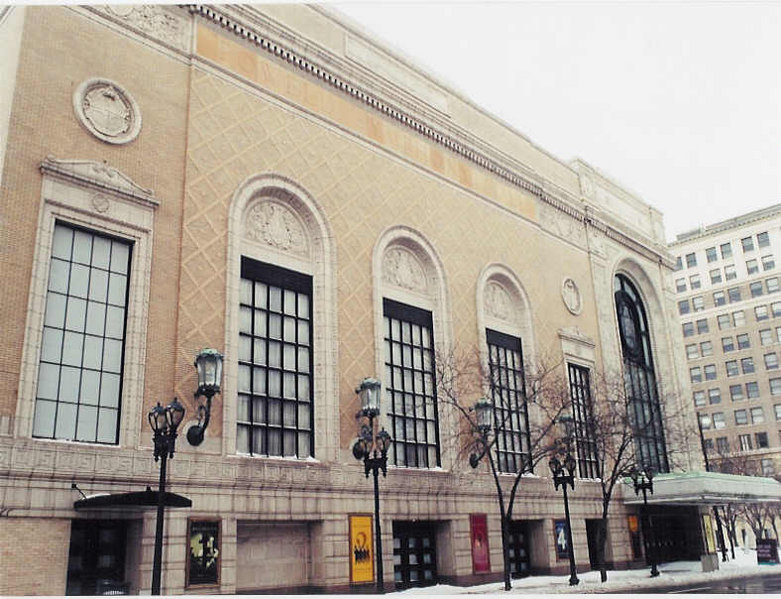
imagem do prédio

A Orquestra Sinfônica de Saint Louis é uma orquestra sinfônica americana baseada em St. Louis, Missouri. Fundada em 1880 por Joseph Otten como Sociedade Coral de St. Louis, a orquestra é a segunda orquestra sinfônica mais antiga dos Estados Unidos, precedida apenas pela Filarmônica de Nova Iorque.

## História
A Sociedade Coral de St. Louis apresentava-se no auditório da Livraria Mercantil de St Louis. Durante a temporada de 1881/2, os 80 membros do coral foram transformados em uma orquestra de 31 membros. Em 1893 o Coro e Orquestra foram formalmente incorporadas. Ela foi expandida, chegando a ter um coro de 200 membros e uma orquestra com 55 músicos. Sob a direção de Max Zach (1907-1921) a orquestra mudou seu nome de Orquestra Sinfônica e Coral de St. Louis, para Orquestra Sinfônica de Saint Louis.
Antes de mudar-se para o Powell Symphony Hall, a orquestra apresentou-se por muitos anos no Kiel Opera House. A orquestra apresenta concertos regulares no Carnegie Hall e faz turnês para a Europa e Japão. A orquestra gravou para a Columbia, RCA Victor, Red Seal, Telarc, Vox/Turnabout e Angel EMI. A orquestra tem sido a residênte do Teatro de Ópera de Saint Louis desde 1978, interpretando duas óperas por temporada.
O prestígio nacional da orquestra aumentou durante a gestão do Diretor Musical Leonard Slatkin, de 1979 a 1996. Durante esse período, a orquestra fez inúmeras gravações para a EMI e a RCA Victor e fez turnês pela Europa, como concertos no Carnegie Hall. Entretanto o prestígio não a protegeu contra uma crise financeira. Em 2000 a orquestra estava com um déficit de 28 milhões de dólares. O Diretor Executivo e Presidente da Sinfônica revelou os problemas financeiros e no ano seguinte admitiu falência. Don Roth renunciou ao cargo em julho de 2001 e foi sucedido por Randy Adams, um já aposentado executivo de banco de St. Louis. Ele propôs que os salários dos músicos fossem diminuídos e que houvesse uma redução na temporada da orquestra, de 52 semanas para 42 semanas.
Em janeiro de 2005, um conflito sobre os salários levassem a orquestra a cancelar dois meses de concertos. A diretoria classificou isso como uma greve ilegal  In March 2005, the musicians and Adams agreed to a new contract., mas em março os músicos e Adams entraram em um novo acordo.
Desde setembro de 2005 o maestro americano David Robertson é o Diretor Musical, tendo sido nomeado ao posto em dezembro de 2003. Em setembro de 2006 ele prolongou seu contrato até 2010. Em novembro de 2009 o contrato foi novamente prolongado, até a temporada de 2011/12.
O posto de Maestro Residente é ocupado por Ward Stare, que começou seus trabalhos na temporada 2008/9.

## Diretores Musicais
| - 1880–1894 Joseph Otten - 1894–1907 Alfred Ernst - 1907–1921 Max Zach - 1921–1927 Rudolph Ganz - 1931–1958 Vladimir Golschmann - 1958–1962 Edouard van Remoortel - 1963–1968 Eleazar de Carvalho | - 1968–1975 Walter Susskind - 1975–1979 Jerzy Semkow - 1979–1996 Leonard Slatkin - 1996–2002 Hans Vonk - 2002–2004 Itzhak Perlman - 2005–present David Robertson |